# Walt Disney (film)
Walt Disney is een 4 uur durende documentairefilm van PBS voor het programma American Experience. De film werd in 2 delen uitgezonden op 14 december 2015 op PBS, en verteld over het leven, werk en nalatenschap van Walt Disney. De film werd geregisseerd door Sarah Colt, die voor deze documentaire exclusief de toegang kreeg tot het archief van de Walt Disney Studios. 

## Medewerkers
Oliver Platt praat als verteller de documentaire aan elkaar. Voor de documentaire werden er exclusieve interviews opgenomen met verschillende historici, kunstkenners en oud-medewerkers van Walt. 
- Michael Barrier (Historicus)
- Rolly Crump (Disney Imagineer)
- Susan J. Douglas (Historica)
- Neal Gabler (Historicus en journalist)
- Robert Givens (Animator)
- Don Hahn (Producent en schrijver)
- Carmenita Higginbotham (Kunsthistorica)
- Don Lusk (Animator)
- Floyd Norman (Animator)
- Mark Samels (Producent)
- Richard Schickel (Historicus en filmcriticus)
- Richard Sherman (Singer-songwriter)
- Ron Suskind (Schrijver)
- Ruthie Tompson (Animator)